# Huldrych Zwingli

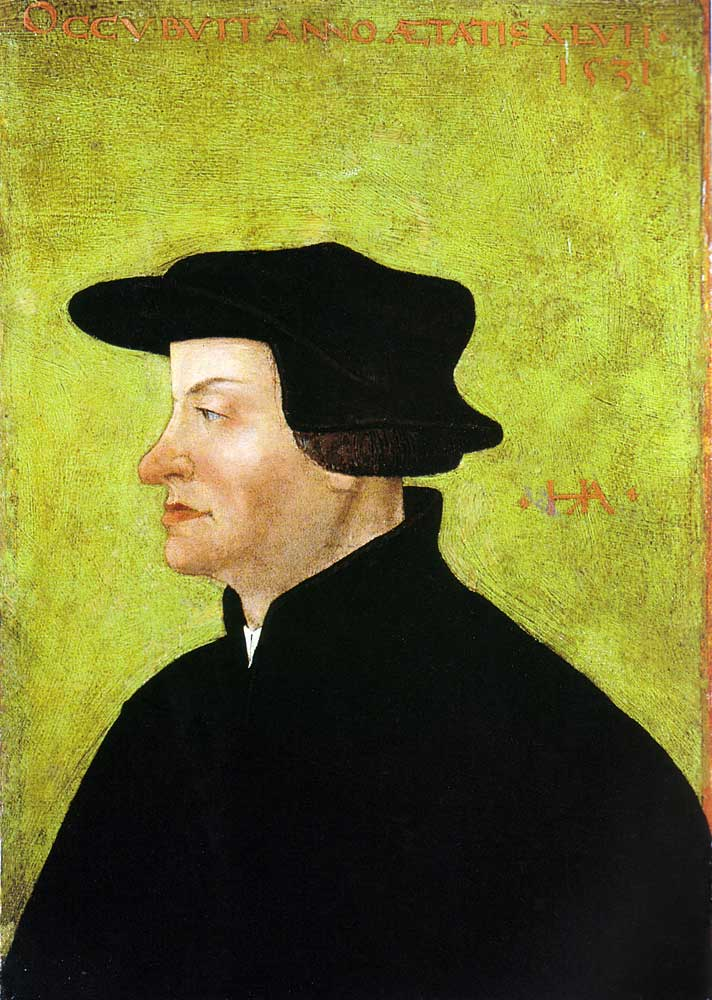
Huldrych Zwingli

Huldrych (sau Ulrich/Ulricht) Zwingli (n. 1 ianuarie 1484, Wildhaus, Obertoggenburg District⁠(d), Cantonul St. Gallen, Elveția – d. 11 octombrie 1531, Kappel am Albis, cantonul Zürich, Elveția) a fost conducătorul Reformei Protestante în Elveția și întemeietor al Bisericilor Reformate (de confesiune helvetică). Independent de Luther, care era doctor biblicus, Zwingli a ajuns la concluzii similare, prin studierea Scripturilor din punctul de vedere al unui cărturar umanist.

## Viață și operă
Zwingli s-a născut la Wildhaus, cantonul St. Gall, Elveția, într-o familie proeminentă din clasa de mijloc, ca al șaptelea din opt fii. Tatăl său, Ulrich, era magistratul-șef în oraș, iar unchiul său Bartolomeu vicarul.
In 1505, la varsta de 22 de ani, a fost hirotonit ca preot catolic si i s-a dat parohia din Glarus, un sat elvetian. Pentru ca era tanar, a trebuit sa mearga ca preot cu soldatii elvetieni la batalia de la Marignano, din Italia, in 1515. A avut parte de o experienta care l-a marcat pe viata. Elvetienii se angajau sa fie soldati mercenari pentru alte tari, si chiar si pentru papa. Zwingli a vazut cum au murit peste sase mii de soldati tineri la Marignano. S-a revoltat si s-a intors impotriva serviciului in armata ca mercernari. Le-a spus ca vand „sange pentru aur”, isi trimit tinerii ca sa fie ucisi. Economia elvetiana depindea de inchirierea de soldati pentru straini, asa ca mesajul lui Zwingli nu a fost binevenit. Pretul a fost biserica din Glarus. A ajuns preot in Einsiedeln, un loc de pelerinaj cu racla fecioarei Maria. Aici a inceput sa se indoiasca din ce in ce mai mult de traditiile catolice. Tot aici a avut loc un alt punct de cotitura din viata sa. Zwingli l-a intalnit pe invatatul umanist Erasmus, care a adus cu el Noul Testament in limba greaca in 1516. Zwingli l-a cumparat si l-a devorat. A invatat singur limba greaca. „Doar Dumnezeu poate sa ma opreasca sa invat limba greaca, a spus el. Nu fac acest lucru de dragul faimei, ci al Sfintelor Scripturi.” El a copiat epistolele lui Pavel in greaca si le purta cu el oriunde mergea. Le-a si memorat.
Studiul intensiv al Scripturii l-a determinat sa isi puna si mai multe intrebari cu privire la doctrina catolica. Zwingli stia de Luther si de agitatia pe care o produsese in Germania. Acum, Zwingli ajunsese, in mod independent, la concluzii similare. De Anul Nou in 1519, in ziua in care implinea 35 ani, Zwingli a devenit preot in Grossminster sau „marea catedrala” din Zurich. Era cucerit de Biblie asa ca, in loc sa urmeze textul pentru liturghie, a luat Evanghelia dupa Matei si a inceput sa predice direct din ea. In vremea aceea, acesta era un act de mare indrazneala. In primul sau an in Zurich, orasul a fost lovit de o ciuma teribila. Zwingli era intr-un alt loc, ca sa se intremeze dupa boala. In loc sa asculte sfatul celorlalti, s-a intors sa isi slujeasca enoriasii. S-a imbolnavit si a suferit teribil timp de 3 luni. O treimedin cei 9000 de cetateni din Zurich au murit in timpul ciumei. Acela a fost un alt punct de cotitura pt. Zwingli, pt. ca a cunoscut, intr-un mod mai profund, ce inseamna harul lui Dumnezeu si compasiunea de pastor. In acelasi timp, a continuat sa aiba semne de intrebare cu privire la Roma. Zwingli primea salariul anual de la papa. Acum a refuzat acei bani. Zwingli a ridicat semne de intrebare in predicile sale cu privire la invataturile catolice care nu se gaseau in Biblie: indulgentele, purgatoriul, rolul fecioarei Maria, jertfa liturghiei. El i-a captivat pe locuitorii orasului Zurich. Un ascultator a spus ca s-a simtit ca si cum a fost ridicat de par si suspendat in spatiu. Un anume episod a fost de o importanta esentiala. La tipografia Froschauer, barbatii au stat intr-o seara pana tarziu pregatindu-se pentru targul de carte de la Frankfurt. Erau flamanzi si au mancat carnati in timpul Postului mare, calcand astfel regulile postului. Un istoric a spus ca a fost ca si cand astazi noi am profana steagul. Zwingli, in loc sa condamne acest comportament, a scris un pamflet si l-a citit. Se departa din ce in ce mai mult de Roma. Apoi Zwingli s-a casatorit. I-a cerut voie episcopului, dar acesta nu a fost de acord. In ciuda acestui fapt, s-a casatorit cu o vaduva, Anna Reinhart. Ea avea deja 3 copii. Au mai avut impreuna inca 4. Zwingli si-a continuat studiul si a raspandit pozitiile Reformatiunii. In vremea aceea, nu era acceptat pluralismul religios. Exista o singura biserica. Zwingli, ca si Luther in Germania, mergea impotriva a secole de traditie. Invataturile lui au provocat mari controverse. Consiliul local din Zurich a convocat o disputa publica, pe 29 ianuarie 1523, pt. a dezbate punctul lui de vedere. Au fost prezenti reprezentanti de la Episcopia din Constanta si din regiunile dimprejur. Zwingli a prezentat cele 67 de articole ale Reformatiunii. Consiliul l-a sustinut pe Zwingli si a hotarat ca el si ceilalti pastori din regiune trebuiau sa predice doar ceea ce poate fi dovedit cu Scriptura si doctrina curata a Bibliei. Rezultatul a fost ca in Zurich au avut loc schimbari drastice. A fost respinsa euharistia. In locul cupei de aur pt. impartasanie, au fost folosite cupe si farfurii de lemn. In loc de sacrificiu in care se credea ca painea si vinul erau transformate in trupul si sangele lui Hristos, asa cum invata biserica catolica, biserica din Zurich credea ca Hristos se descoperea in mod spiritual, nu fizic, credinciosilor care se apropiau de El prin credinta. Cei din Zurich au decis sa nu mai incheie juraminte calugaresti si guvernul a preluat manastirile. Bunurile au fost folosite pt. a ingriji de cei saraci, iar cladirile au fost transformate in spitale si scoli. Cei saraci primeau in fiecare zi mancare. Saracii, vaduvele si orfanii primeau ajutor social. Reformatorii sustineau ca, odata cu schimbarea crezului, trebuia sa aiba loc si o schimbare a comportamentului-nu doar a celui personal, ci si a celui social. In Zurich nu mai existau cersetori. Cei care aveau nevoie de un loc de munca, il primeau. Templul a fost curatit de orice ramasite ale inchinarii catolice. La inceput Zwingli si consiliul nu s-au implicat, dar mai tarziu au aprobat indepartarea elementelor catolice care nu se gasesc in Biblie. O mare criza a avut loc printre cei mai inzestrati studenti ai lui Zwingli. Ei au respins botezul copiilor si s-au rebotezat ca adulti. De aceea s-au numit anabaptisti. Consiliul local a avut o disputa publica si a respins doctrinele anabaptiste. Anabaptistii au refuzat sa accepte sau sa plece. Asa ca pe 5 ianuarie 1527, consiliul orasului l-a inecat pe liderul anabaptist Felix Manz. „A pacatuit impotriva apei botezului, au spus ei, asa ca va muri inecat.” Felix a fost primul din aceasta miscare radicala care a fost uscis datorita convingerilor lor radicale.
E octombrie 1529. Zwingli merge la o intalnire de o importanta esentiala in Germania. Reformatiunea se raspandea in Europa. Era o amenintare care nu mai putea fi ignorata de Roma. Aveau sa poata protestantii lui Zwingli din Elvetia si cei ai lui Luther din Germania sa faca front comun impotriva rezistentei catolicilor? Phillip de Hessa a initiat Discutia de la Marburg la castelul sau, si i-a pus pe Luther si pe Zwingli fata in fata. Au abordat 15 probleme. A fost uimitor ca au cazut de acord cu privire la 14. Nu au cazut de acord cu privire la euharistie si modul in care trebuia inteleasa prezenta lui Hristos. Amandoi au respins invataturile catolice, dar nu au putut sa ajunga la un consens in ceea ce priveste diferentele dintre ei. Astfel, Cina Domnului, data de Isus pt. a-i uni pe urmasii Lui, a devenit problema care i-a despartit pe cei doi.
Reforma lui Zwingli s-a raspandit cu precadere in zonele urbane din Elvetia. Zonele rurale au ramas catolice. Fiecare a format o alianta, privindu-i pe ceilalti ca pe o amenintare. Ambele tabere s-au pregatit pt. conflict. A fost inceputul a peste 100 de ani de razboi religios in Europa intre protestanti si catolici. Cele 2 tabere s-au confruntat intr-o batalie crancena la Kappel, la sud de Zurich. Fiecare tabara era convinsa ca la mijloc era protejarea adevarului credintei crestine. Ironia soartei a fost ca Zwingli, care era impotriva serviciului mercenar, a insotit trupele din Zurich in razboiul civil. Armata lui Zwingli era doar o treime din armata vrajmasilor. Au incercat sa reziste cu incapatanare, dar au fost mai slabi decat armata adversa. Zurich a pierdut 500 de vieti, inclusiv pe Ulrich Zwingli. Acesta a murit pe 1 octombrie 1531.
Reforma lui Zwingli a fost susținută de magistrații și populația orașului Zürich, conducând la schimbări semnificative în viața civilă și politică a Zürichului. În particular, această mișcare e cunoscută pentru persecutarea anabaptiștilor și a altor creștini adepți ai non-rezistenței. Reforma s-a răspândit de la Zürich în cinci alte cantoane ale Elveției, în timp ce alte cinci au rămas la catolicism.
Zwingli a fost ucis la Kappel pe Albis, într-o bătălie împotriva cantoanelor catolice.
Ultimele lui cuvinte au fost: „Pot sa ucida trupul, dar nu pot sa-mi ucida sufletul.” Vrajmasii i-au taiat in bucati trupul si l-au ars. I-au amestecat cenusa cu cenusa de porc si au aruncat-o in vant. Lucrarea lui Zwingli nu putea fi inabusita in Zurich. Reformele lui au fost continuate de asociatul acestuia, Heinrich Bullinger.

## Legături externe
- en  Biography of Anna Reinhard Arhivat în 27 martie 2009, la Wayback Machine. in Leben magazine from a seminary of the Reformed Church in the United States
- de  Website of the Zwingli Association and Zwingliana journal